# Sigara depressa
Sigara depressa är en insektsart som beskrevs av Hungerford 1948. Sigara depressa ingår i släktet Sigara och familjen buksimmare. Inga underarter finns listade i Catalogue of Life.